# 衣索比亞國家博物館
衣索比亞國家博物館（英語：National Museum of Ethiopia，NME）是位於衣索比亞的國家博物館。位於首都阿迪斯阿貝巴，靠近阿迪斯阿貝巴大學研究生學院的位置。

## 介紹
该博物馆主要收藏衣索比亞的艺术珍品，包含许多珍贵的当地考古发现，如早期人类的化石，其中最著名的是露西（即阿法南方古猿）的部分骨架标本 。博物館亦展出一些灭绝生物的化石证据，如巨大的剑齿猫科动物似劍齒虎和巨大的草原猪（Notochoerus）。

## 歷史
1936年，博物馆的概念首次被引入衣索比亞，当时举办了一个展览，展示了所羅門王朝及其亲信捐赠的礼仪服装，现在的衣索比亞國家博物館是以1958年成立的考古研究所作為基础上发展而來，该研究所的成立是为了促进和推动法国考古学家在衣索比亞北部地区的考古研究任务，博物馆的相關活动也是从展出这些发掘任务的找到的物品开始。
随着1976年衣索比亞文化遗产管理局的成立，人们開始有了开设国家博物馆的想法，這個想法後來得到了政府的支持。於是国家博物馆根据衣索比亞的《国家法》開始运作，该法主要规定了对文物的保护和保存，并拥有管理衣索比亞全国所有遗址和古迹的立法權力。
后来，国家博物馆将其活动變得更加多样化，并改組分為三个部门（保护部门、文献部门和展览与研究部门）。

## 展覽區
目前衣索比亞國家博物館有四个主要展览区：
- 地下室，专门于考古和古人类学部分，展出了前面提到的古人類。
- 一楼外圍展區，主要是以古代和中世纪时期作為主題，年代包含前阿克苏姆时期、阿克苏姆王朝、所羅門王朝和冈底斯时期，展品為這些時期的文物以及前统治者的礼节和纪念品，其中包括衣索比亞皇帝海爾·塞拉西一世。[3]
- 一樓展區，按时间顺序展示了从传统到当代的艺术作品，其中阿佛勒克·泰克（英语：Afewerk Tekle）的大型畫作"非洲遺跡"是最引人注目的作品之一。另一幅画描绘的是所罗门和示巴女王  会面的場景。[4]
- 二樓展區，由於博物馆想要对衣索比亞各民族的文化丰富性和多样性进行概述，因此展出了民間艺术和工艺品，包括传统武器、珠宝、器皿、服装和乐器。[3][4]

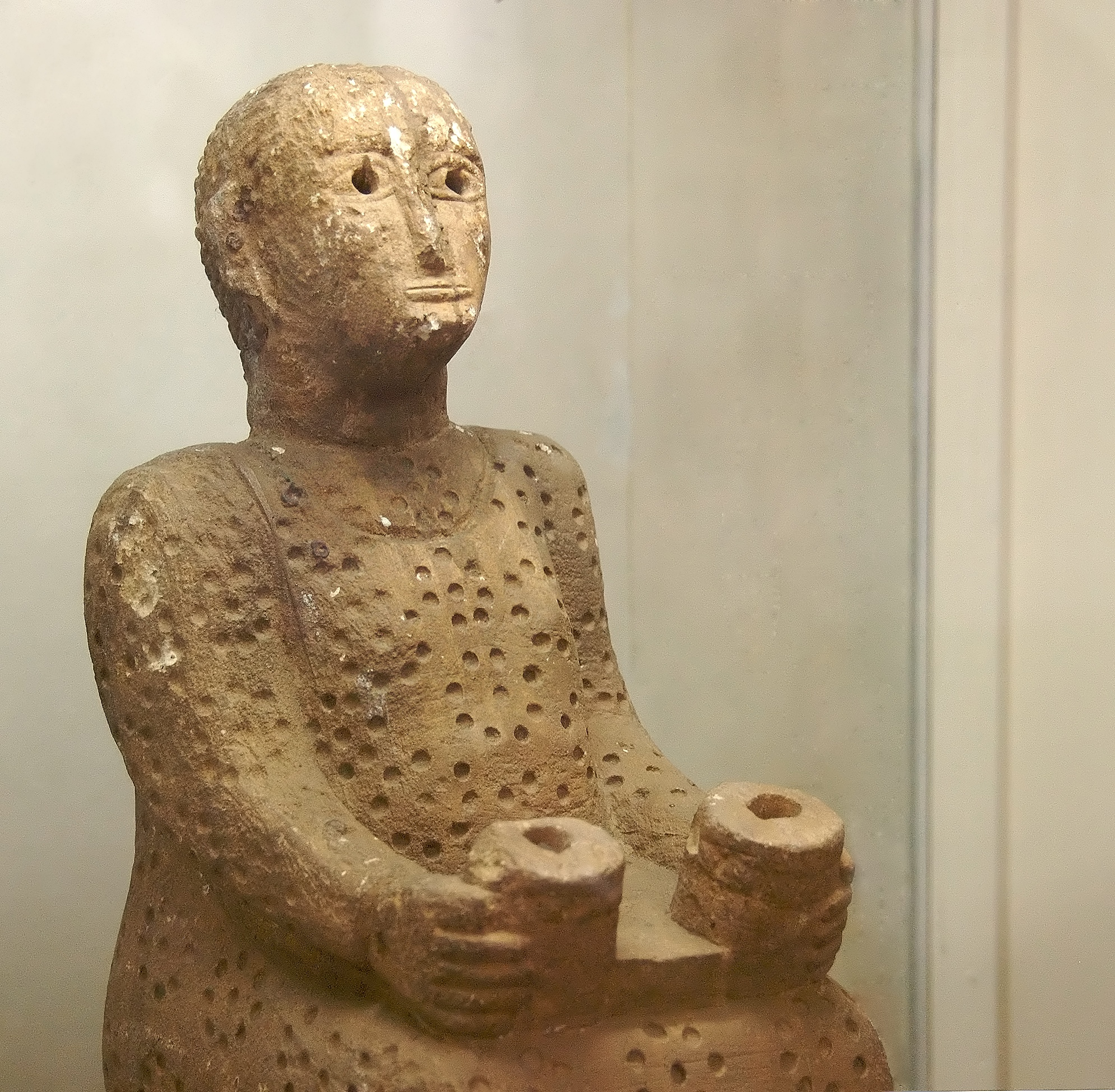
来自泰格瑞地區的石雕
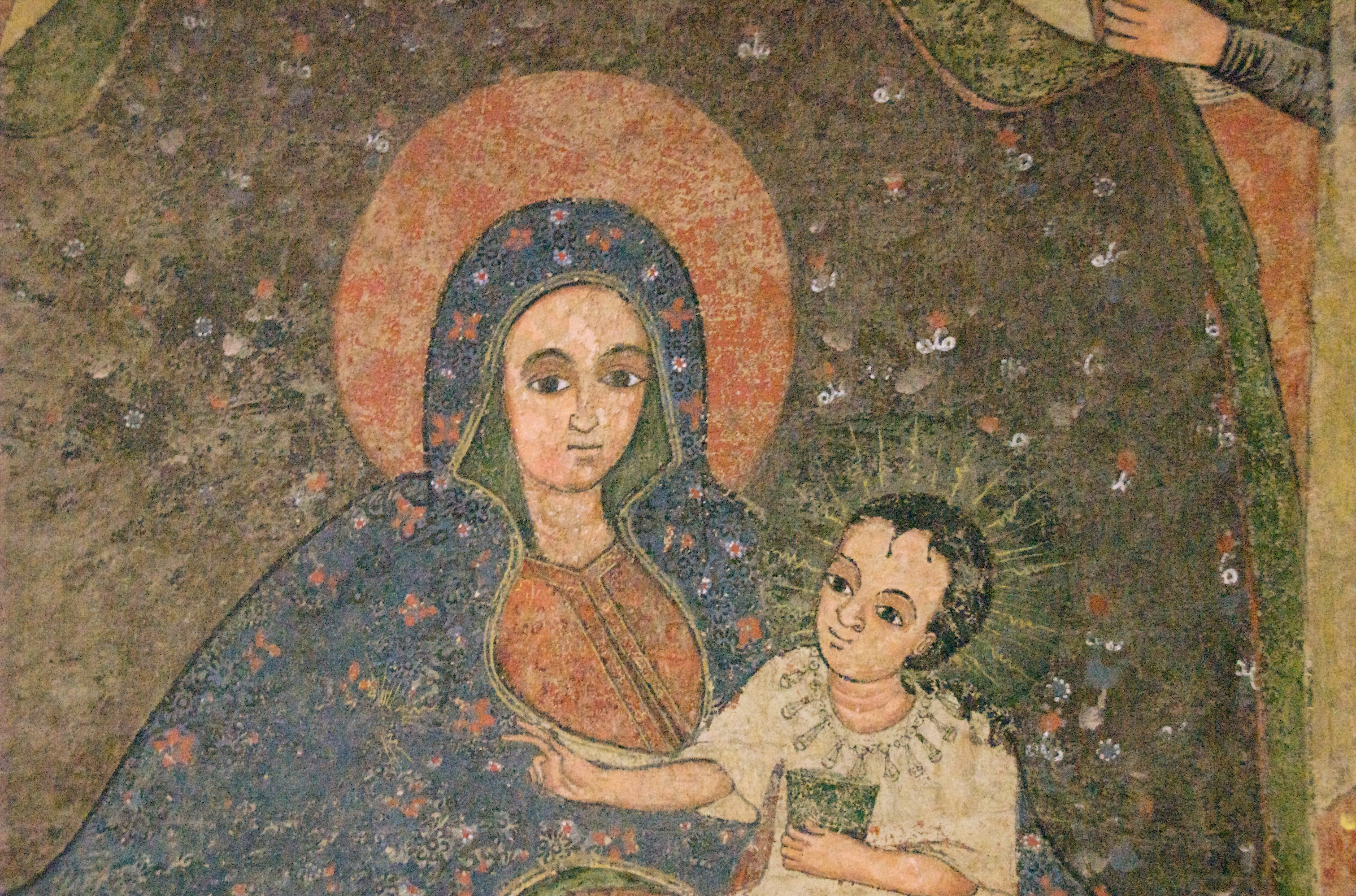
衣索比亞聖母
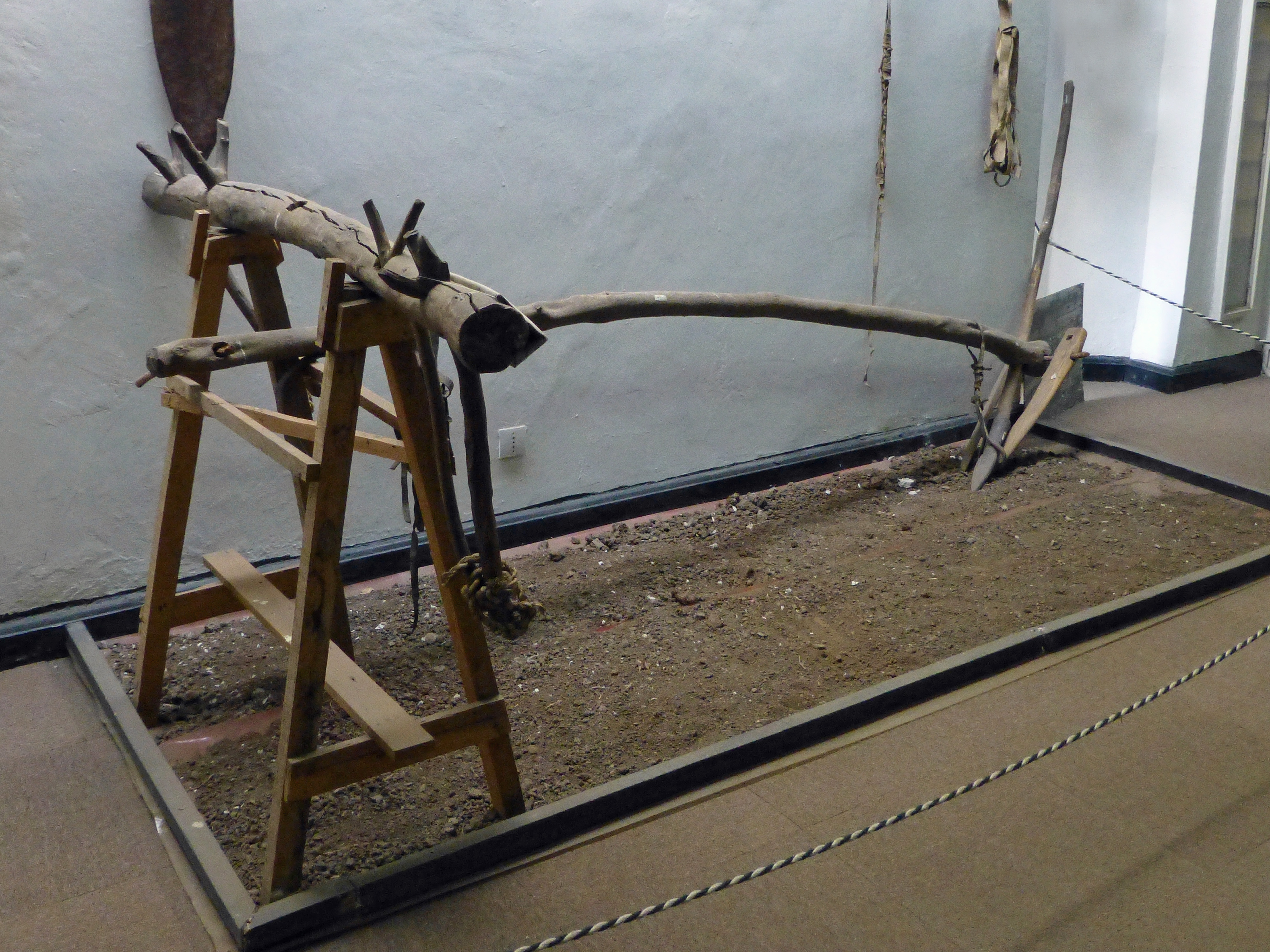
犁